# Сикст Сиенский
Си́кст Сие́нский (лат. Sixtus Senensis;  1520 – 1569) — итальянский богослов, в начале францисканец, затем доминиканец, католический священник и миссионер, библеист и писатель.
Сикст родился в городе Сиене, в иудейской семье, еврейское имя его при рождении неизвестно. Будучи молодым Сикст принял католическую веру и крестился. Затем Сикст вступил в Орден францисканцев. Однако вскоре после этого,  Сиксту было предъявлено обвинение инквизицией в еретичестве, он был приговорен к смерти на костре. От смерти его спас кардинал Микеле Гислиери (в будущем папа Римский Пий V), который принял его в свой Орден доминиканцев в 1551 году. В дальнейшем Гислиери, уже став папою, продолжал покровительствовать Сиксту. По благословению папы Римского Павла IV вместе с другим новообращенным из иудеев — Филиппом Моро Сикст проповедовал в синагогах, кроме того возбуждал католиков против тех иудеев, которые сопротивлялись принимать христианство.  В апреле 1559 года Сикст вместе с другим доминиканским монахом отправился в Кремон, чтобы сжечь Талмуд, заявив, что в нём содержатся лишь антихристианские сочинения. Один из иудеев по имени Зогар, взял Талмуд в руки, испанские солдаты хотели уничтожить Зогара вместе с Талмудом, но Сикст сдерживал их, надеясь, что евреи смогут быть освобождены от каббалистического плена и принять христианство.
Сикст известен как проповедник и автор трудов по математике. Наибольшую известность Сикст получил как библеист, став одним из двух известнейших учёных-доминиканцев своего времени (наряду с Пагнусом Сантесом).
Он автор, изданного в Венеции в 1566 году, первого в истории европейской библеистики исагогиского труда «Bibliotheca Sancta» («Священная библиотека»). Сочинение состоит из 8 книг и издано в двух томах: оно включает в себя  материалы по герменевтике, боговдохновенности, истории экзегезы и т. д. Сочинение содержит алфавитный указатель и алфавитный список раввинов-переводчиков Библии. Сикст первый  в 1566 году ввел в католическое богословие термин «второканонические книги» для обозначения книг, не вошедших в еврейский Танах, но принятых Католической церковью как канонические на Тридентском соборе (1545—1563). Труд Сикста Сиенского, благодаря его обширной эрудиции, получил широкое признание в католицизме и неоднократно переиздавался, полностью и частями.

## Труды
- Bibliotheca sancta 1593
- Del modo per conservare la republica, predica fatta alla signoria di Genova ... 1557